# Irnberg
Irnberg ist ein Ortsteil der Gemeinde Feldkirchen-Westerham im Landkreis Rosenheim. Der Weiler liegt auf einer Höhe von 605 m ü. NN nordöstlich des Ortsteils Percha und hat 15 Einwohner (Stand 31. Dezember 2004). Bereits 1752 ist der Weiler nachgewiesen. Nördlich von Irnberg befindet sich der Eichberg, östlich des Ortsteils befindet sich eine Quelle des Feldkirchener Bachs.
Koordinaten: 47° 56′ N, 11° 51′ O